# Зевал
Зевал (рум. Zăval) — село у повіті Долж в Румунії. Входить до складу комуни Джигера.
Село розташоване на відстані 191 км на захід від Бухареста, 53 км на південь від Крайови.

## Населення
За даними перепису населення 2002 року у селі проживали 1011 осіб, усі — румуни. Рідною мовою 1010 осіб (99,9%) назвали румунську.